# Научный центр (НПО)
НПО «Научный центр» — научно-производственное объединение ряда научно-исследовательских институтов и производственных предприятий по разработке и выпуску электроники и микроэлектроники, существовавшее во времена СССР и подчинявшееся Министерству электронной промышленности СССР. Основные предприятия объединения располагались в городе Зеленограде.
Основано в 1962 году в соответствии с постановлением ЦК КПСС и Совета министров СССР от 8 августа 1962 года № 831—353 «Об организации Центра микроэлектроники — „Научного центра“ (НЦ) и комплекса НИИ и КБ в союзных республиках». В 1963 году директором Научного центра был назначен Лукин Ф. В., его заместителем по науке — Старос Ф. Г.
К 1966 году в состав Научного центра вошло уже шесть НИИ, пять заводов при НИИ и Дирекция:
- 1962 — НИИ микроприборов (НИИМП) и завод «Компонент», НИИ точного машиностроения (НИИ ТМ) и завод «Элион».
- 1963 — НИИ точной технологии (НИИ ТТ) и завод «Ангстрем», НИИ материаловедения (НИИМВ) и завод «Элма».
- 1964 — НИИ молекулярной электроники (НИИМЭ) и завод «Микрон», НИИ физических проблем (НИИ ФП).

В 1970 году Научный центр был награждён орденом Ленина, а директор Ф. В. Лукин — орденом Октябрьской Революции.
В середине 1976 года на базе зеленоградского Научного центра микроэлектроники было образовано НПО «Научный центр», в которое вошло 39 предприятий из различных городов, с общей численностью персонала 80 тысяч человек. Генеральным директором был назначен А. Ю. Малинин. На основе зеленоградского Специализированного вычислительного центра (СВЦ) и Дирекции НЦ было создано СКБ «Научный центр» — головное предприятие объединения.
В 1984 году для выпуска разрабатываемых центром компьютеров «ДВК-2» был построен и вошёл в объединение завод печатных плат (впоследствии завод «Квант»).
Во время приватизации в начале 1990-х объединение развалилось на отдельные предприятия, и лишь часть из них, контрольный пакет которых достался АФК «Система», были в 1997 году объединены в концерн «Научный центр» (ныне Концерн «Ситроникс»), ставший, таким образом, своеобразным преемником НПО «Научный центр».
НПО известно разработкой советских вычислительных машин Электроника БК-0010 / БК-0011М, УКНЦ и ДВК.